# Шарль Фердинанд Рамю
Шарль Фердинанд Рамю (фр. Charles Ferdinand Ramuz; 24 вересня 1878, Лозанна — 23 травня 1947, Лозанна) — швейцарський письменник, писав французькою мовою.

## Біографія

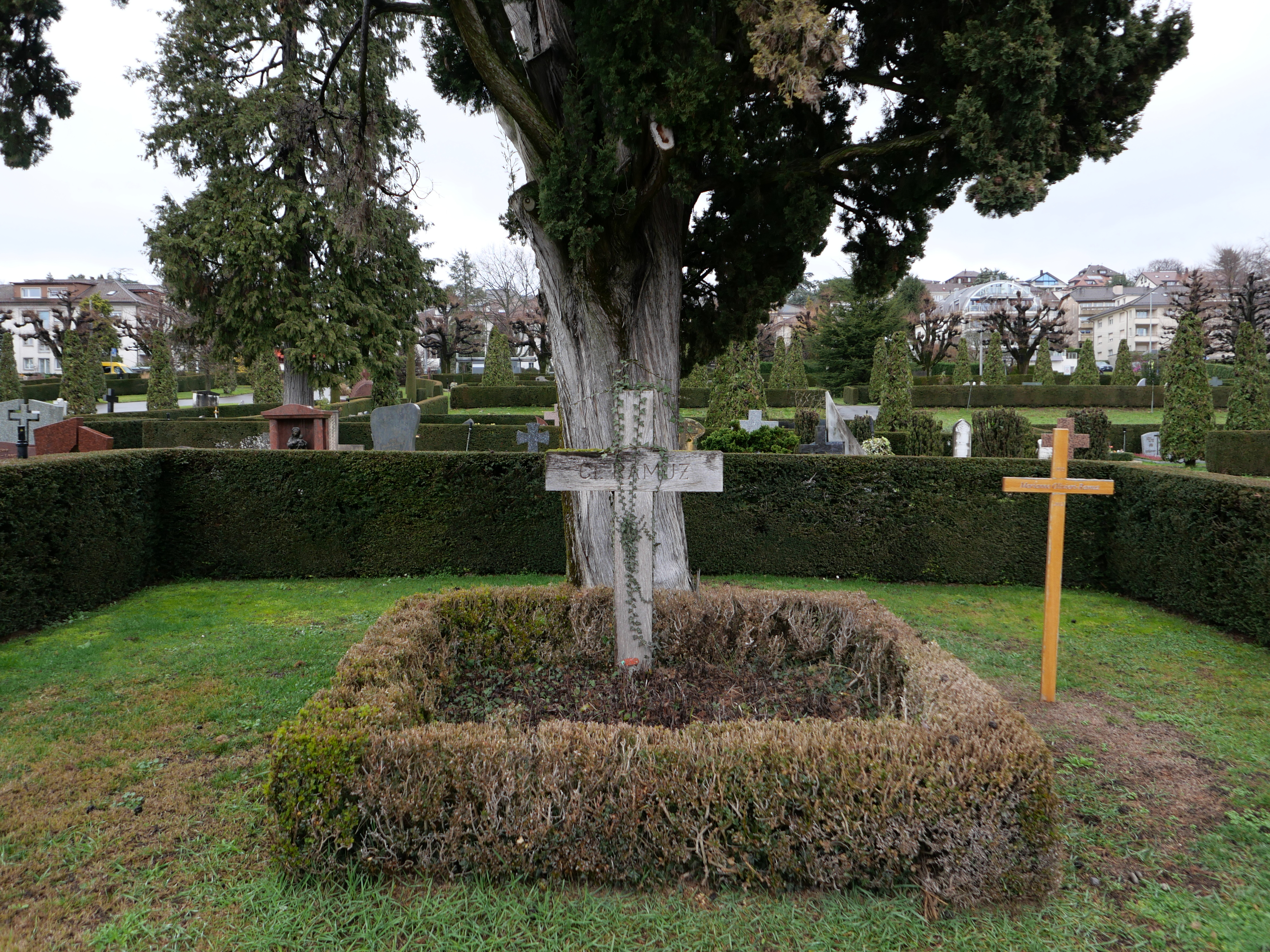
Могила Рамуза та його дочки Маріанни Олів'єрі-Рамуз (1913–2012) на кладовищі Пуллі.

З сім'ї торговців. Закінчив філософський факультет Лозаннского університету (1901). Давав приватні уроки у Веймарі. Дебютував книгою віршів «Село» (1903), у 1905 році опублікував перший роман «Аліна». У 1903—1914 роках проживав у Парижі, де познайомився з Андре Жидом. Повернувшись до Швейцарії, видавав журнал «Водуазькі зошити». У 1915 році почав дружити з Ігорем Стравинським, і написав лібретто для його опери «Історія солдата» (1918). Найбільше відомий своїми романами, котрі високо цінували А. Жид, Кокто, Клодель, Стефан Цвейг, Хуан Рульфо. Багато з цих романів були екранізовані.
- 1934 — Викрадення (Димитрій Кирсанов, Рамю зіграв у ньому епізодичну роль)
- 1966 — Зацькований (Клод Горетта)
- 1967 — Аліна (Франсуа Вейерганс)
- 1987 — Якщо сонце не зійде (Клод Горетта)
- 1999 — Війна у горах (Франсіс Рессер)

По творах Рамю знятий також ряд телевізійний фільмів. Найбільше часто экранизировалась Історія солдата (зокрема, відома стрічка, знята по балетній постановці Іржи Кіліана, див.:  [Архівовано 4 березня 2016 у Wayback Machine.]).
Багато з написаного Рамю опубліковане лише після його смерті. В нащ час в Швейцарії діє Фонд Рамю, та вручається премія йогоі мені. У 2005 році всі 24 романи письменника увійшли у двохтомне видання, опубліковане у престижний серії французького видавництва Галлімар Бібліотека Плеяди.
Премія Рамбера (1912, 1923). Премія Шиллера (1936). Багато місць у Швейцарії носять ім'я письменника. Зображений на купюрі номіналом у 200 швейцарських франкі